# Mattia Maita
Mattia Maita (Messina, 29 luglio 1994) è un calciatore italiano, centrocampista del Benevento.

## Caratteristiche tecniche
Centrocampista completo, dotato di un ottimo controllo di palla, abile tecnicamente e con un buon senso della posizione, è bravo sia in fase di interdizione che in quella di costruzione del gioco; può essere impiegato sia come regista che come mezzala.

## Carriera
Cresciuto nel settore giovanile della Reggina, ha esordito in prima squadra il 29 maggio 2011, nella partita di Serie B persa per 3-2 contro il Sassuolo. Il 27 agosto passa a titolo temporaneo al Catanzaro, facendo ritorno alla Reggina nel successivo mese di gennaio dopo avere collezionato 7 presenze. Il 31 agosto 2012 passa in prestito al Rimini; nella stagione successiva si trasferisce in comproprietà al Lumezzane.
Rientrato alla Reggina, nel novembre del 2014 viene messo fuori rosa dopo la partita persa per 2-0 contro l'Ischia Isolaverde, in cui ha avuto una rissa negli spogliatoi con il compagno di squadra Gaetano Ungaro e il presidente Pasquale Foti: il caso è arrivato fino alla Corte Federale d'Appello della FIGC. Rimasto svincolato dopo il fallimento del club amaranto, il 27 luglio 2015 firma con il Catanzaro, facendo così ritorno nel club giallorosso. Diventato in breve tempo titolare fisso nel ruolo, rinnova più volte il contratto con le Aquile, venendo anche nominato capitano della squadra.
Il 18 gennaio 2020 viene acquistato dal Bari. Il 20 marzo 2021 prolunga con i pugliesi fino al 2024; dopo aver conquistato la promozione nella serie cadetta, il 20 luglio 2023 rinnova con i biancorossi fino al 2026.
Dopo 5 stagioni e mezzo al Bari, con 182 presenze e 6 reti comprese le presenze nei play-off e play-out, il 10 luglio 2025 passa a titolo definitivo al Benevento, in Serie C, con cui firma un contratto fino al 30 giugno 2027 con opzione per un altro anno.

## Statistiche

### Presenze e reti nei club
Statistiche aggiornate al 10 luglio 2025.
| Stagione         | Squadra          | Campionato       | Campionato | Campionato | Coppe nazionali | Coppe nazionali | Coppe nazionali | Coppe continentali | Coppe continentali | Coppe continentali | Altre coppe | Altre coppe | Altre coppe | Totale | Totale |
| Stagione         | Squadra          | Comp             | Pres       | Reti       | Comp            | Pres            | Reti            | Comp               | Pres               | Reti               | Comp        | Pres        | Reti        | Pres   | Reti   |
| ---------------- | ---------------- | ---------------- | ---------- | ---------- | --------------- | --------------- | --------------- | ------------------ | ------------------ | ------------------ | ----------- | ----------- | ----------- | ------ | ------ |
| 2010-2011        | Reggina          | B                | 1          | 0          | CI              | 0               | 0               | -                  | -                  | -                  | -           | -           | -           | 1      | 0      |
| 2011-gen. 2012   | Catanzaro        | 2D               | 7          | 0          | CI-LP           | 3               | 0               | -                  | -                  | -                  | -           | -           | -           | 10     | 0      |
| 2012-2013        | Rimini           | 2D               | 29+1       | 0          | CI-LP           | 0               | 0               | -                  | -                  | -                  | -           | -           | -           | 30     | 0      |
| 2013-2014        | Lumezzane        | 1D               | 25         | 0          | CI+CI-LP        | 2+1             | 0               | -                  | -                  | -                  | -           | -           | -           | 28     | 0      |
| 2014-2015        | Reggina          | LP               | 8          | 0          | CI+CI-LP        | 0+1             | 0               | -                  | -                  | -                  | -           | -           | -           | 9      | 0      |
| Totale Reggina   | Totale Reggina   | Totale Reggina   | 9          | 0          |                 | 1               | 0               |                    | -                  | -                  |             | -           | -           | 10     | 0      |
| 2015-2016        | Catanzaro        | LP               | 28         | 1          | CI+CI-LP        | 1+0             | 0               | -                  | -                  | -                  | -           | -           | -           | 29     | 1      |
| 2016-2017        | Catanzaro        | LP               | 29+2       | 1          | CI-LP           | 0               | 0               | -                  | -                  | -                  | -           | -           | -           | 31     | 1      |
| 2017-2018        | Catanzaro        | C                | 28         | 1          | CI-C            | 2               | 0               | -                  | -                  | -                  | -           | -           | -           | 30     | 1      |
| 2018-2019        | Catanzaro        | C                | 34+2       | 3          | CI-C            | 5               | 0               | -                  | -                  | -                  | -           | -           | -           | 41     | 3      |
| 2019-gen. 2020   | Catanzaro        | C                | 19         | 0          | CI+CI-C         | 0+3             | 0               | -                  | -                  | -                  | -           | -           | -           | 22     | 0      |
| Totale Catanzaro | Totale Catanzaro | Totale Catanzaro | 149        | 6          |                 | 14              | 0               |                    | -                  | -                  |             | -           | -           | 163    | 6      |
| gen.-giu. 2020   | Bari             | C                | 10+3       | 1          | CI-C            | -               | -               | -                  | -                  | -                  | -           | -           | -           | 13     | 1      |
| 2020-2021        | Bari             | C                | 29+3       | 1          | CI              | 2               | 0               | -                  | -                  | -                  | -           | -           | -           | 34     | 1      |
| 2021-2022        | Bari             | C                | 34         | 2          | CI-C            | 1               | 0               | -                  | -                  | -                  | SC-C        | 2           | 0           | 37     | 2      |
| 2022-2023        | Bari             | B                | 32+4       | 1          | CI              | 3               | 0               | -                  | -                  | -                  | -           | -           | -           | 39     | 1      |
| 2023-2024        | Bari             | B                | 30+2       | 0          | CI              | 1               | 0               | -                  | -                  | -                  | -           | -           | -           | 33     | 0      |
| 2024-2025        | Bari             | B                | 35         | 1          | CI              | 1               | 0               | -                  | -                  | -                  | -           | -           | -           | 36     | 1      |
| Totale Bari      | Totale Bari      | Totale Bari      | 182        | 6          |                 | 8               | 0               |                    | -                  | -                  |             | 2           | 0           | 192    | 6      |
| 2025-2026        | Benevento        | C                | 0          | 0          | CI-C            | 0               | 0               | -                  | -                  | -                  | -           | -           | -           | 0      | 0      |
| Totale carriera  | Totale carriera  | Totale carriera  | 395        | 12         |                 | 25              | 0               |                    | -                  | -                  |             | 2           | 0           | 422    | 12     |

## Palmarès

### Club

#### Competizioni nazionali
- Serie C: 1

Bari: 2021-2022 (girone C)